# Scotopteryx siberica
Scotopteryx siberica là một loài bướm đêm trong họ Geometridae.